# Abu Szulejmán al-Nasszer
Abu Szulejmán al-Nasszer (arabul: أبو سليمان الناصر, Abu Suleiman al-Nasser) marokkói születésű iszlamista aktivista, az Iszlám Állam Irakért (ISI) nevű terrorszervezet volt hadügyminisztere és hadi tanácsának vezetője, valamint az Iraki és Levantei Iszlám Állam (ISIS) nevű terrorszervezet katonai vezetője.
Az iraki biztonsági erők állítása szerint Szulejmánt 2011 februárjában a Bagdadtól nyugatra fekvő Hít városában megölték. Az ISIS egy hónappal később tagadta a halálát.